# Kostas Simitis
Konstantinos Simitis eller Kostas Simitis (født 23. juni 1936 - 5. januar 2025
) var en græsk politiker, som var Grækenlands premierminister i perioden 1996-2004.
Han var en modstander af den græske militærjunta 1967-1974 og var i eksil under dennes ledelse. Han var sammen med Andreas Papandreou en af grundlæggerne af PASOK.